# Лопес де Ривас, Мария
Мария Лопес де Ривас или Мария Иисуса (исп. María de Jesú, 18 августа 1560, Тартанедо, Кастилия-Ла-Манча — 13 сентября 1640, Толедо) — блаженная Римско-католической церкви, монахиня Ордена Босых Кармелиток, мистик, носительница стигматов.

## Биография
Мария Лопес де Ривас родилась 18 августа 1560 года в Тартанедо в Испании в семье Антонио Лопес де Риваса и Эльвиры Мартинес-Рубио. В 1564 году после смерти отца она осталась единственной наследницей большого состояния. Когда мать вышла замуж во второй раз, Марию отправили в Молина де Арагон и поручили заботам родственников по линии отца.
В начале августа 1577 года, оставив отчий дом в Толедо, Мария поступила в монастырь Святого Иосифа, основанный в 1569 году Терезой Авильской. 12 августа того же года она приняла монашеское облачение и новое имя Марии Иисуса. Община в Толедо выразила сомнение в возможности её поступления в монастырь из-за слабого здоровья, но ответ основательницы на их запрос о кандидатуре Марии был однозначно утвердительным. Тереза Авильская стала духовной наставницей молодой монахини и сама обращалась к ней за духовным советом, называя её «маленьким богословом». Впоследствии Мария будет свидетельницей на процессе по канонизации духовной матери.
В монастыре ей поручали послушания в сакристии, медицинской сестры и вратарницы. Она была ещё послушницей, когда в обители укрылся сбежавший от истязателей святой Иоанн Креста, чей духовный опыт оказал на её большое влияние. С 1582 по 1591 год Мария, из-за физической немощи освобождённая почти от всех послушаний, полностью посвятила себя молитве. В это время у неё проявились тайные стигматы на руках, ногах и голове. В 1584 году она была поставлена наставницей послушниц, а через год ей поручили основание нового монастыря в Куэрва. Справившись с порученным заданием за пять месяцев, Мария вернулась в Толедо.
В 1591 году её избрали в настоятельницы монастыря и после дважды переизбирали. Однако в июле 1600 года во время канонической визитации она была оклеветана одной из монахинь и 25 июля того же года Мария спокойно приняла свою отставку. В течение двадцати последующих лет она со смирением переносила клевету и преследования со стороны своих недоброжелателей, за которых молилась Богу. Только через год после смерти клеветницы, занявшей её место, она была полностью реабилитирована и перед ней извинились. 25 июня 1624 года Марию снова переизбрали в настоятельницы, но через три года она сама подала в отставку из-за проблем со здоровьем. Тогда её поставили наставницей послушниц и это послушание она несла до конца своей жизни.
Мария Иисуса, приняв последнее напутствие, тихо скончалась в монастыре Святого Иосифа в Толедо утром 13 сентября 1640 года.

## Прославление
Папа Павел VI причислил её к лику блаженных 14 ноября 1976 года.
Литургическая память ей совершается 13 сентября.